# Kurzstielsandwespen
Die Kurzstielsandwespen (Podalonia) sind eine Gattung der Grabwespen (Spheciformes) aus der Familie Sphecidae. Das Taxon wurde 1927 von dem US-amerikanischen Entomologen Henry Torsey Fernald (1866–1952) eingeführt. Typusart ist Ammophila violaceipennis Lepeletier de Saint Fargeau, 1845.
Die Gattung ist weltweit mit Ausnahme von Südamerika verbreitet und umfasst 66 Arten. In der Paläarktis sind 36 Arten vertreten, in Europa kommen 7 Arten vor. In Mitteleuropa sind davon vier Arten heimisch.

## Merkmale
Die Kurzstielsandwespen ähneln den Sandwespen (Ammophila), haben jedoch einen deutlich kürzeren und nur eingliedrigen Stiel an der Hinterleibsbasis und haben einen etwas kräftigeren Körperbau. Der Thorax trägt kleine weiße Filzflecken.

## Lebensweise
Die Weibchen legen ihre Nester im Sand an. Diese besitzen nur eine Zelle. Die Brut wird mit großen, unbehaarten Raupen von Eulenfaltern (Noctuidae) versorgt. Die tagsüber im Boden versteckten Raupen werden von den Weibchen aufgespürt und ausgegraben. Die Raupen wehren sich stark und schlagen mit dem vorderen und hinteren Körperteil wild umher, die Weibchen stechen sie jedoch in die Bauchseite und lähmen sie dadurch. Im Anschluss wird der Kopf der Raupe durch die Mandibeln malaxiert, das heißt geknetet, allerdings so, dass keine äußerlichen Verletzungen auftreten. Anders als bei den meisten Grabwespen üblich legt das Weibchen das Nest erst nach der Jagd an. Die Raupe wird in der Zwischenzeit in der Nähe abgelegt. Es gibt jedoch auch Arten, die ihr Nest manchmal zuerst anlegen, wie etwa die nordafrikanische Podalonia ebenina.

## Innere Systematik
Die Gattung Podalonia umfasst etwa 66 beschriebene Arten weltweit.

### Arten in Europa
- Podalonia affinis – in ganz Europa außer Nord-Skandinavien
- Podalonia alpina – Südfrankreich, Norditalien, Österreich, Bayern
- Podalonia fera – Italien, Südosteuropa
- Podalonia flavida – Spanien
- Podalonia hirsuta – in ganz Europa außer im äußersten Norden Skandinaviens
- Podalonia luffii – West-, Mittel- und Osteuropa, Baltikum
- Podalonia tydei – Südwesteuropa, Mittelmeerraum

### Auflistung der beschriebenen Arten
Im Folgenden eine Liste der beschriebenen Arten mit deren Verbreitungsgebiet (Stand 2025):
- Podalonia affinis (W. Kirby, 1798) – Europa
- Podalonia afghanica Balthasar, 1957 – Afghanistan
- Podalonia albohirsuta (Tsuneki, 1971) – Kasachstan, Mongolei
- Podalonia alpina (Kohl, 1888) – Südfrankreich, Norditalien, Österreich, Bayern
- Podalonia altaiensis (Tsuneki, 1971) – Mongolei, Sibirien
- Podalonia andrei (F. Morawitz, 1889) – China, Mongolei, Burjatien (Russland)
- Podalonia arcuaticlypeata Wang & Ma, 2016 – Xinjang (China)
- Podalonia argentifrons (Cresson, 1865) – Nearktis
- Podalonia argentipilis (Provancher, 1887) – Nearktis
- Podalonia asiatica Danilov, 2017 – Mongolei, China
- Podalonia atriceps (F. Smith, 1856) – Nearktis, Mexiko
- Podalonia atrocyanea (Eversmann, 1849) – Russland, Kasachstan, Nordafrika
- Podalonia bicellularis Wang & Ma, 2016 – China
- Podalonia caerulea Murray, 1940 – Nearktis
- Podalonia canescens (Dahlbom, 1843) – Afrotropis, Madagaskar
- Podalonia caucasica (Mocsáry, 1883) – Kaukasus, China, Sibirien, Mongolei
- Podalonia chalybea (Kohl, 1906) – Mongolei, Russland
- Podalonia clypeata Murray, 1940 – Nearktis
- Podalonia compacta Fernald, 1927 – Nearktis
- Podalonia dispar (Taschenberg, 1869) – Naher Osten, Ägypten, Sudan
- Podalonia ebenina (Spinola, 1839) – Ägypten, Mittlerer Osten, Zentralasien
- Podalonia erythropus (F. Smith, 1856) – Senegal
- Podalonia fera (Lepeletier de Saint Fargeau, 1845) – Italien, Südosteuropa, Kleinasien
- Podalonia flavida (Kohl, 1901) – China, Mongolei, Russland, Kleinasien, Nordafrika, Spanien, Madeira
- Podalonia gobiensis (Tsuneki, 1971) – China, Mongolei
- Podalonia gulussa (Morice, 1900) – Algerien
- Podalonia gussakovskii Danilov, 2017 – Tadschikistan
- Podalonia harveyi (de Beaumont, 1967) – Kleinasien
- Podalonia hirsuta (Scopoli, 1763) – Europa, Zentralasien, Sibirien
- Podalonia hirsutaffinis (Tsuneki, 1971) – Mongolei, China, Russland, Kirgisistan
- Podalonia hirticeps (Cameron, 1889) – Indien, Pakistan
- Podalonia kansuana Li & Yang, 1992 – China
- Podalonia kaszabi (Tsuneki, 1971) – Mongolei
- Podalonia kazenasi Danilov, 2017 – Kasachstan
- Podalonia kozlovii (Kohl, 1906) – China
- Podalonia leleji Danilov & Mokrousov, 2016 – Kasachstan
- Podalonia luctuosa (F. Smith, 1856) – Nearktis
- Podalonia luffii (E. Saunders, 1903) – Europa
- Podalonia marismortui (Bytinski-Salz, 1955) – Naher Osten
- Podalonia mauritanica (Mercet, 1906) – Marokko, Kanarische Inseln
- Podalonia melaena Murray, 1940 – Nearktis
- Podalonia mexicana (de Saussure, 1867) – Nearktis
- Podalonia mickeli Murray, 1940 – Nearktis
- Podalonia minax (Kohl, 1901) – Nordafrika, Kanarische Inseln
- Podalonia moczari (Tsuneki, 1971) – Mongolei
- Podalonia montana (Cameron, 1888) – Mexiko, Costa Rica
- Podalonia nazarovae Danilov, 2017 – Tadschikistan
- Podalonia nigrohirta (Kohl, 1888) – Kaukasus, Usbekistan, Mongolei
- Podalonia occidentalis Murray, 1940 – Nearktis
- Podalonia parallela Murray, 1940 – Nearktis
- Podalonia parvula Li & Yang, 1992 – China
- Podalonia pilosa Li & Yang, 1995 – Xinjiang (China)
- Podalonia pubescens Murray, 1940 – Nearktis
- Podalonia pulawskii Dollfuss, 2010 – Namibia, Südafrika
- Podalonia puncta Murray, 1940 – Nearktis
- Podalonia pungens (Kohl, 1901) – Kasachstan
- Podalonia robusta (Cresson, 1865) – Nearktis
- Podalonia schmiedeknechti (Kohl, 1898) – Nordafrika
- Podalonia sericea Murray, 1940 – Nearktis
- Podalonia sheffieldi (R. Turner, 1918) – Malawi, Tasmania
- Podalonia sonorensis (Cameron, 1888) – Nearktis
- Podalonia turcestanica (Dalla Torre, 1897) – Tadschikistan
- Podalonia tydei (Le Guillou, 1841) – Südwesteuropa, Mittelmeerraum, Kanarische Inseln, Australien, Neuseeland
- Podalonia valida (Cresson, 1865) – Nearktis
- Podalonia violaceipennis (Lepeletier de Saint Fargeau, 1845) – Nearktis
- Podalonia yunnana Li & Yang, 1992 – China

## Bilder

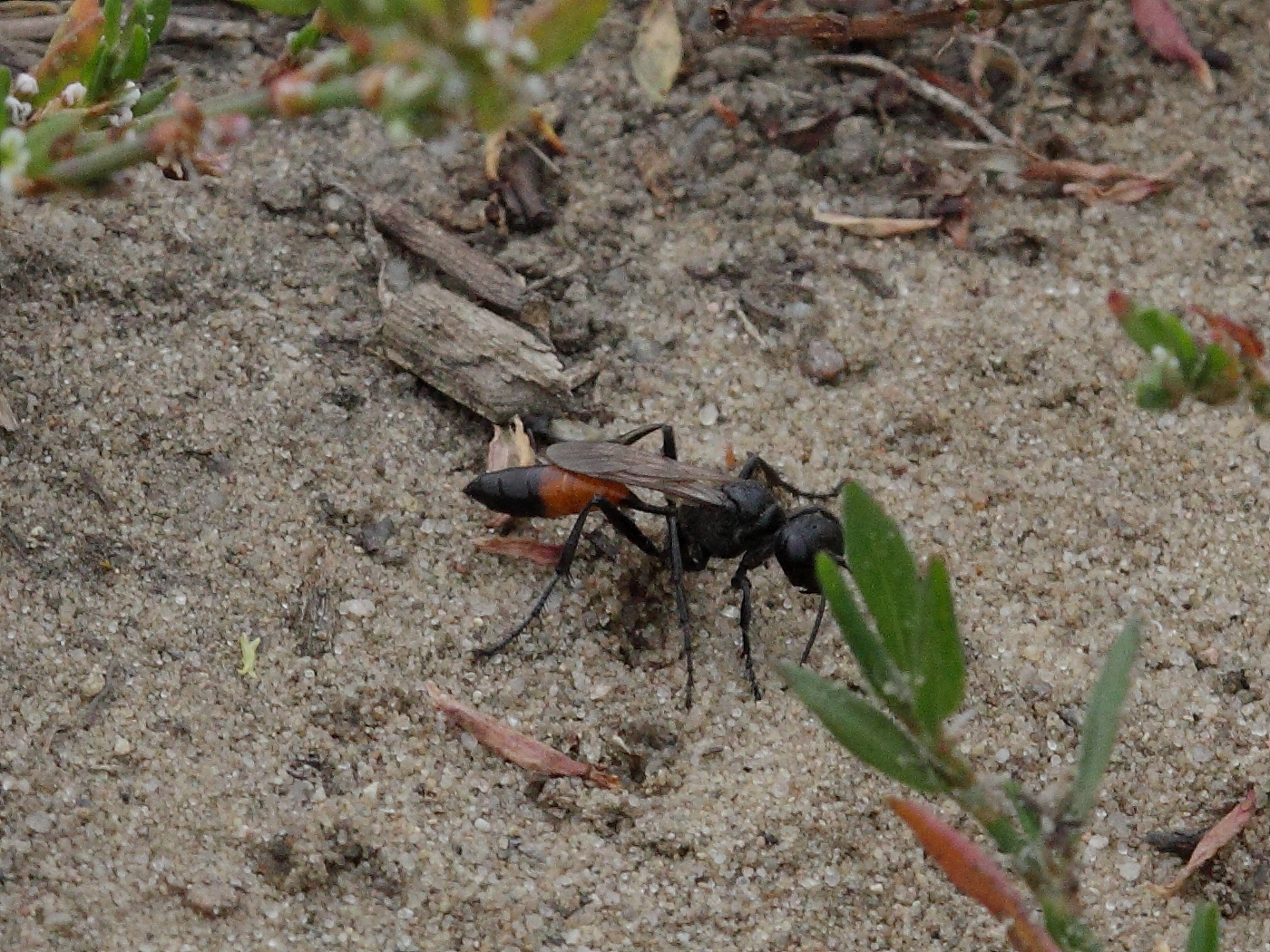
Podalonia affinis
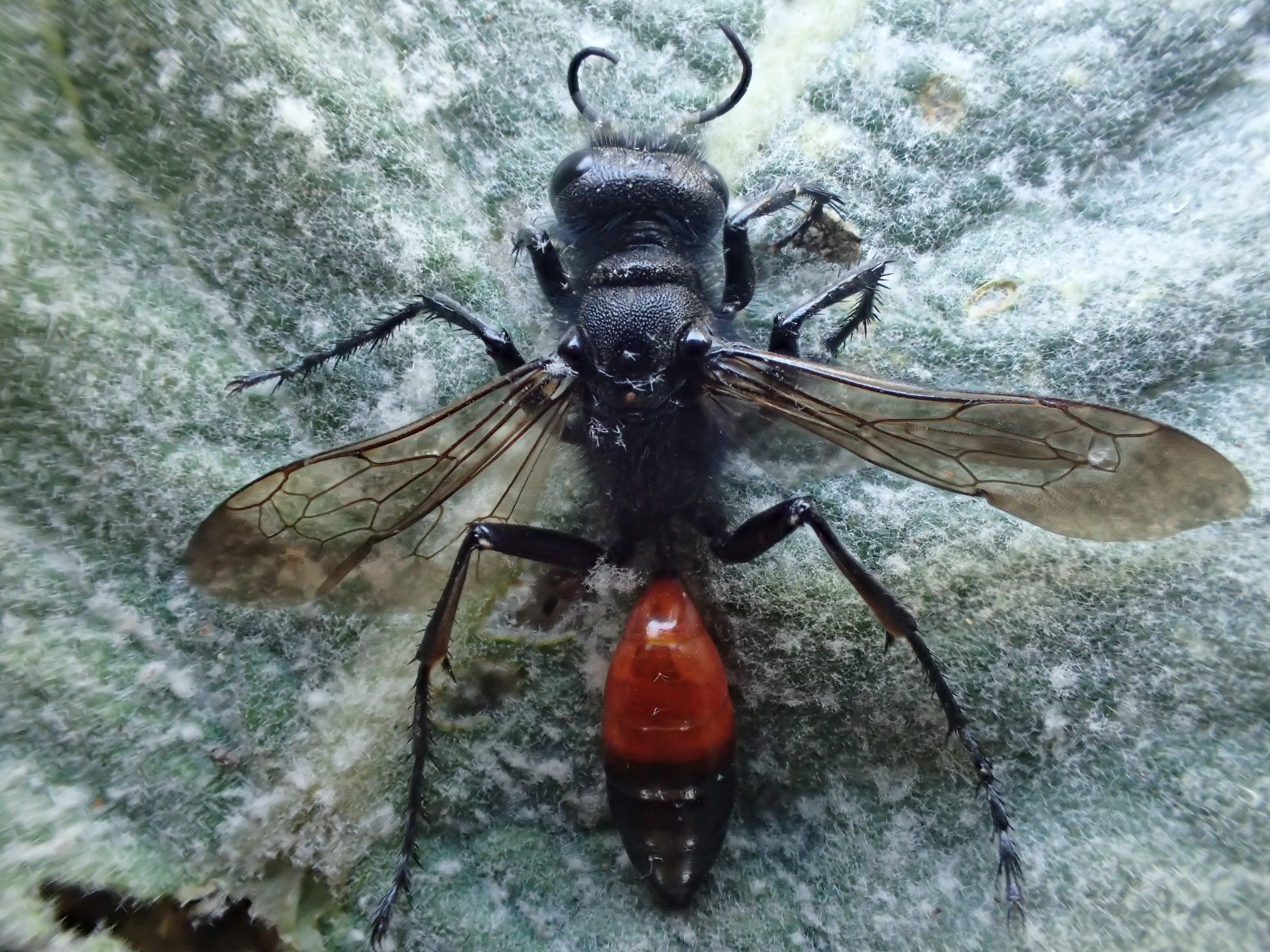
Podalonia hirsuta ♀

## Belege